# Далекосхідний військовий округ
Далекосхі́дний військо́вий о́круг (ДВО) — військовий округ Збройних сил Радянського Союзу та Збройних сил Російської Федерації який існував з 1935 по 2010, кілька разів переформатовувався при існуванні й в результаті передав свої частини у новостворений Східний військовий округ.
Командування військового округу знаходилось у Хабаровську.

## Історія

### Перше формування (1935 рік)
Округ утворено 1935 року на основі Особої Червонопрапорної Далекосхідної армії (ОЧДСА) на території Далекосхідного краю. Управління розташовувалося у Хабаровську. Командувачем військами округу був Василь Блюхер, членом військової ради — Лазар Аронштам, начальником штабу — Кирило Мерецков. 1938 року округ перетворено на Далекосхідний фронт.

### Друге формування (1945—1953)
1945 року округ було відновлено на основі 2-го Далекосхідного фронту на території Камчатської й Сахалінської областей, Курильських островах, частині Приморського краю, кількох районів Нижньо-Амурської області з управлінням у Южно-Сахалінську. 1946 року до округу передано частину Магаданської області; 1947 року — частину скасованого Забайкальсько-Амурського військового округу; 1953 року — територія Приморського військового округу.
У 1947—1953 роках ДВО перебував під стратегічним керуванням Головного командування військ Далекого Сходу.
1953 року округ було переформовано на Далекосхідний військовий округ 3-го й останнього формування.
Командували округом генерал армії Максим Пуркаєв (1945—1947) і генерал-полковник Микола Крилов (1947—1953).

### Третє формування (1953—2010)

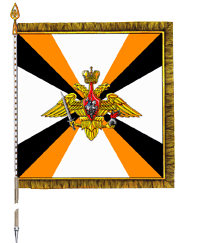
Штандарт командувача ДВО

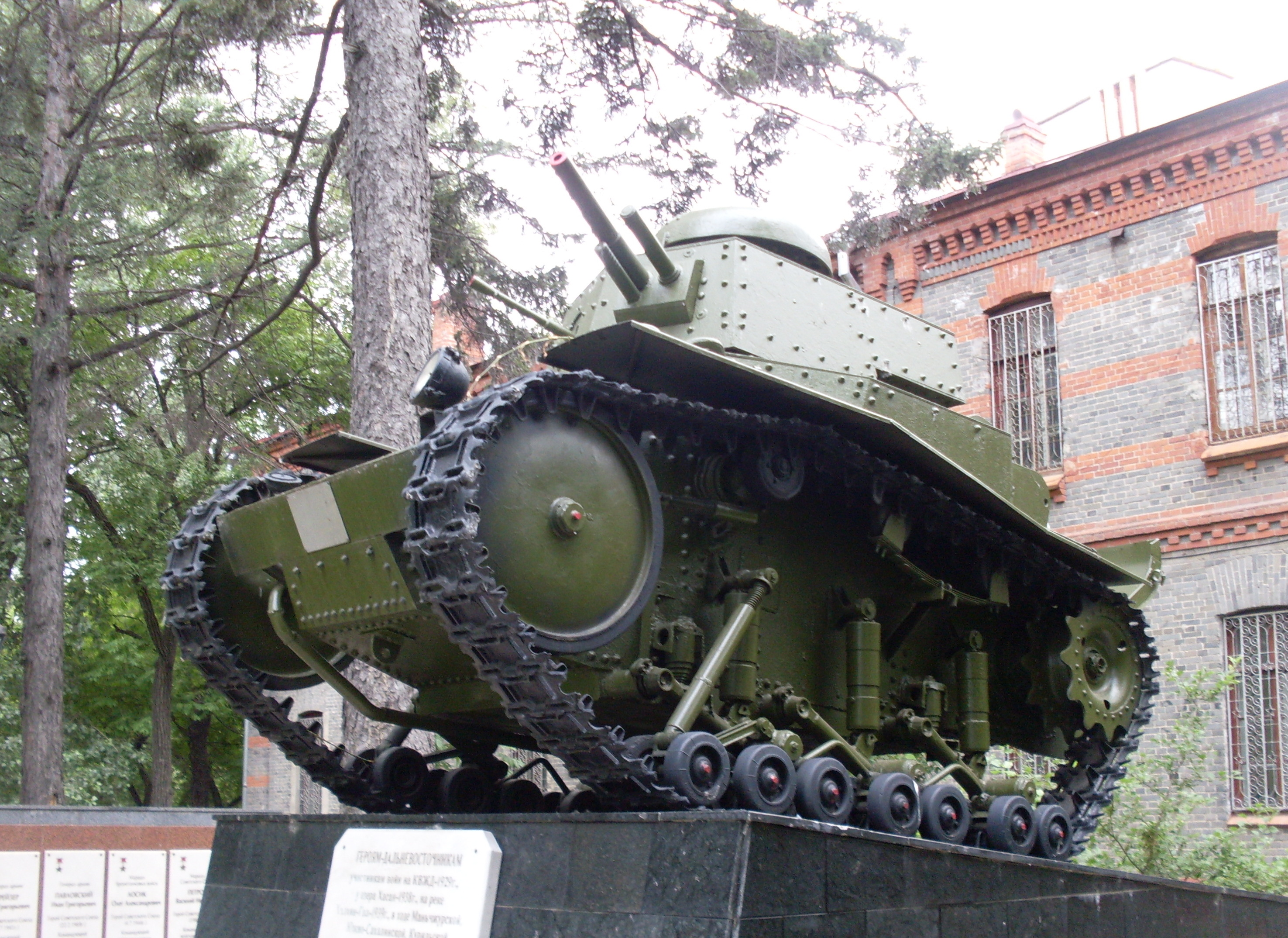
Танк Т-18 біля штабу округа

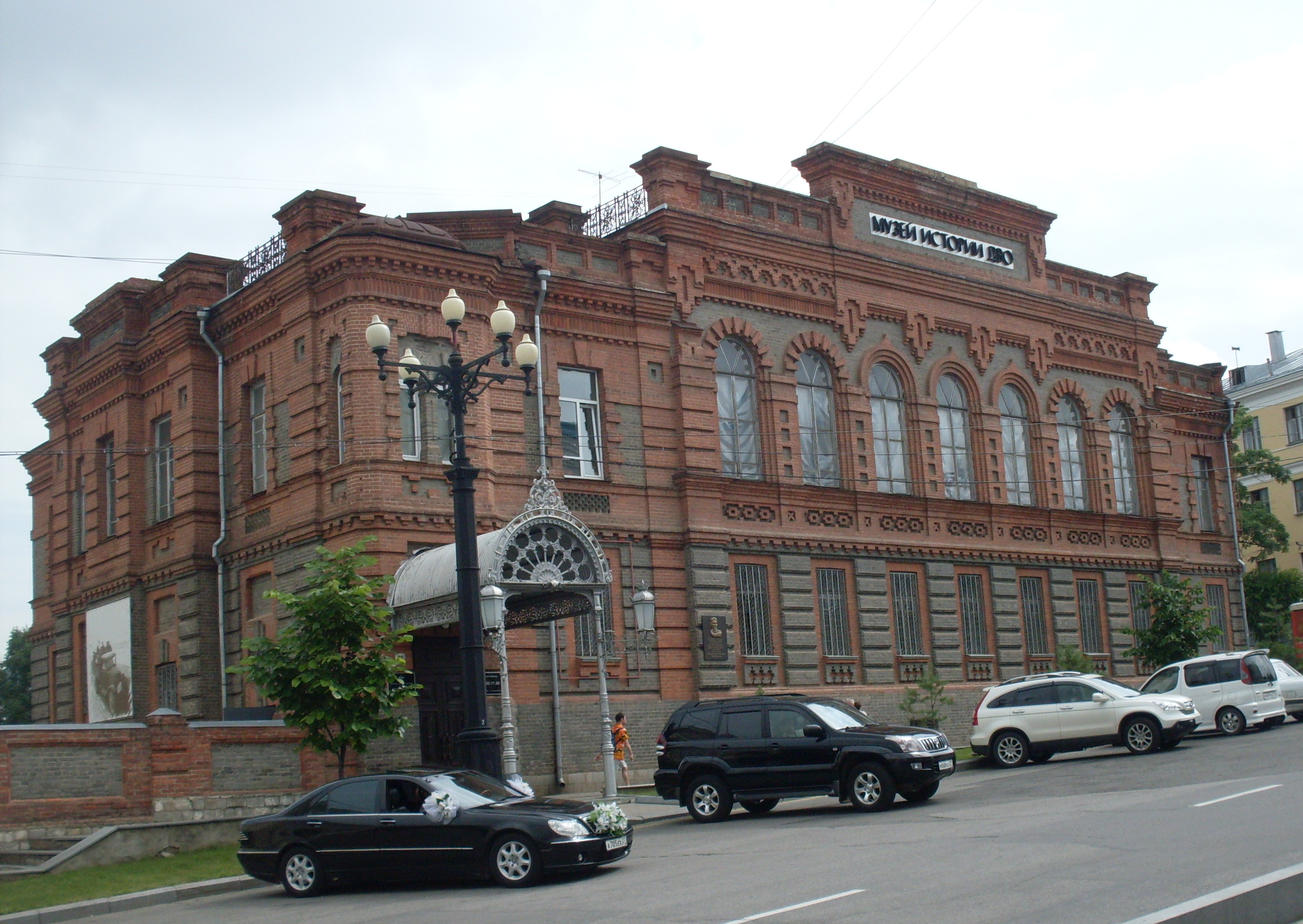
Музей історії ДВО

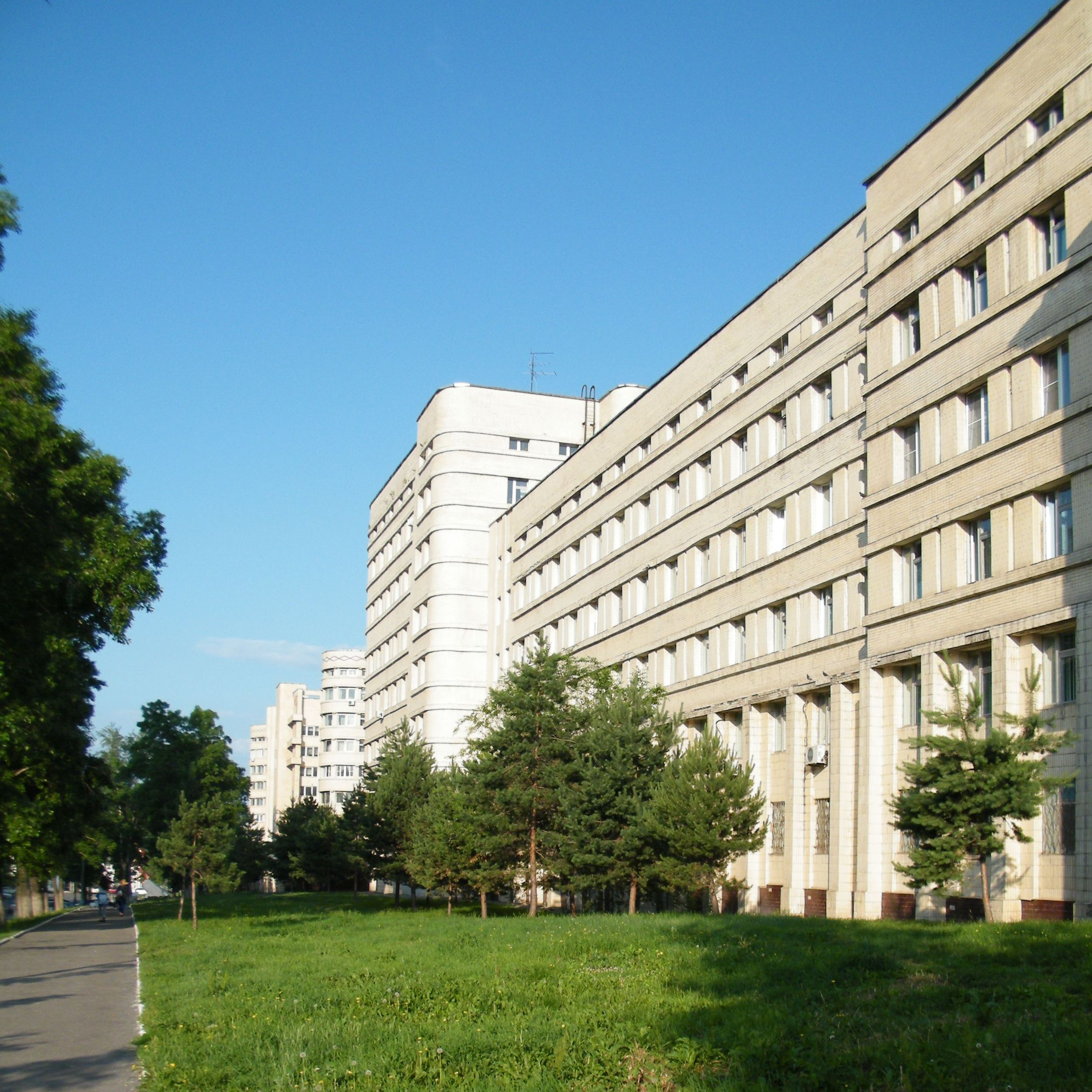
301-й окружний військовий госпіталь Хабаровськ, вул. Сєришева, 1

1953 року створено Далекосхідний військовий округ з управління на основі скасованого Головного командування військ Далекого Сходу (ГКВДС) у Хабаровську. 1967 року округу передано від ГКВДС Орден Червоного прапору. У 1979—1992 стратегічне керівництво округом виконувало відновлене ГКВДС.
7 травня 1992 року ДВО увійшов до складу Збройних сил РФ.
Територія округу охоплювала Хабаровський та Приморський краї, Амурську, Камчатську, Магаданську та Сахалінську області, Єврейську автономну область, Чукотський автономний округ, республіку Саха (передана і скасованого 1998 року Забайкальського військового округу).
2010 року ДВО було скасовано та його частини передано у новоутворений Східний військовий округ.
Командуючі округу: маршал Родіон Малиновський (1953—1956), генерал армії Валентин Пеньковський (1956—1961), генерал армії Яків Крейзер (1961—1963), генерал армії Іван Павловський (1963—1967), генерал-полковник танкових військ Олег Лосик (1967—1969), генерал-полковник Володимир Толубко (1969—1972), генерал-полковник Василь Петров (1972—1976), генерал-полковник Іван Третьяк (1976—1984), генерал армії Дмитро Язов (1984—1987), генерал-полковник Михайло Мойсеєв (1987—1988), генерал-полковник Віктор Новожилов (1988—1992), генерал-полковник Віктор Чечеватов (1992—1999), генерал армії Юрій Якубов (1999—2006), генерал-полковник Володимир Булгаков (2006—2008), генерал-полковник Олег Салюков (2008—2010).

### Військова потуга ДВО перед розпадом СРСР
На 1988 рік у наземних силах округу перебували 4 армії (5-та, 15-та, 35-та, 51-ша), 25-й й 43-й армійські корпуси, з'єднання центрального та окружного підпорядкування; у повітряних силах — 1-ша повітряна армія, у ППО — 11-та армія ВПС і ППО.
На 1990 рік в окрузі налічувалося приблизно 370 тисяч військовослужбовців, 6000 танків, 8700 БТР та БМП, 5800 гармат, мінометів та РСЗВ та 300 гвинтокрилів.

## Навчальні заклади
- Благовіщенське вище танкове командне Червоноправорне училище імені Маршала Радянського Союзу К. П. Мерецкова
- Уссурійське вище військове автомобільне командне училище
- Уссурійське Суворовське військове училище
- Далекосхідне вище військове командне училище імені Маршала Радянського Союзу К. К. Рокоссовського

## Повітряні сили

### Військово-повітряні бази в о́крузі
- Владивосток
- Білогірськ-9
- Переяславка
- Орловка
- Возжаївка
- Гальонки
- Гаровка
- Сокіл-Долинськ
- Петропавловськ-Камчатський
- Завітинськ
- Ключі
- Дзьомгі
- Корсаков
- Кремово (Озерна Падь)
- Монгохто
- Золота Долина
- Новоніжино
- Олексіївка
- Пристань
- Совєтська Гавань (Постова)
- Українка
- Воздвиженка
- Хабаровськ-Центральний
- Хурба
- Центральна Углова
- Чернігівка
- Чугуївка[3]